# Nematanthus crassifolius
Nematanthus crassifolius är en tvåhjärtbladig växtart som först beskrevs av Heinrich Wilhelm Schott, och fick sitt nu gällande namn av Wiehler. Nematanthus crassifolius ingår i släktet Nematanthus och familjen Gesneriaceae.

## Underarter
Arten delas in i följande underarter:
- N. c. chloronema
- N. c. crassifolius